# Lago di Scais
Il lago di Scais è un lago alpino artificiale incastonato a 1.494 m di quota all'altezza della confluenza di val Caronno e val Vedello, all'interno del Parco delle Orobie Valtellinesi, in provincia di Sondrio. È alimentato principalmente dai torrenti Caronno (che raccoglie le acque di fusione delle vedrette di Porola e Scais) e Vedello.